# 布坎南鎮區 (密歇根州)
布坎南鎮區（英語：Buchanan Township）是位於美國密歇根州貝林縣的一個行政鎮區。

## 地方資料
布坎南鎮區的面積為85.90平方千米，當中陸地面積為83.20平方千米，而水域面積為2.70平方千米。根據2020年美國人口普查的數據，當地共有人口3436人，而人口密度為每平方千米40人。